# Hermann von Sicherer
Hermann Anton Wilhelm von Sicherer (* 14. September 1839 in Eichstätt; † 21. September 1901 in Schönau) war ein deutscher Rechtswissenschaftler und Rechtshistoriker. Sicherer war Professor der Rechte und Rektor der Universität München. Er war seit 1898 Mitglied der Bayerischen Akademie der Wissenschaften.

## Leben

### Familie und Ausbildung
Er entstammte einer Familie, die mit Johann Philipp Sicherer 1735 in den Reichsadelsstand erhoben wurde. Sein Vater Anton von Sicherer (1807–1840) war bayerischer Gymnasialprofessor an der Lateinschule in Eichstätt. Seine Mutter Antoinette (1812–1883) war eine geborene Wildt aus Konstanz. Der Vater starb bereits ein Jahr nach Hermanns Geburt, worauf sich die Familie in München niederließ.
Dort besuchte Sicherer das Ludwigsgymnasium, das er 1857 mit dem Abitur verließ. Die Reifeprüfung bestand er mit Auszeichnung, wofür ihm eine von König Maximilian gestiftete goldene Medaille verliehen wurde. Noch im gleichen Jahr begann er ein Studium an der philosophischen Fakultät der Münchner Universität. Nach dem zweiten Semester entschied er sich für ein Studium der Rechtswissenschaften, interessierte sich aber auch weiterhin für Geschichte. Die von der philosophischen Fakultät gestellte Preisfrage Geschichte des Kurfürsten Friedrich des Siegreichen von der Pfalz konnte Sicherer 1860 mit einer Arbeit über das Thema für sich entscheiden. Schon während seiner Gymnasialzeit, aber auch später während des Studiums, verbrachte er die Ferien häufig im Haus seines Großonkels mütterlicherseits Hermann von Vicari, dem Erzbischof von Freiburg.

### Beruflicher Werdegang
1862 promovierte er an der Münchner Universität mit der Dissertation Legitimation des Wechselinhabers durch ein dem Protest vorausgegangenes Blankogiro. Ein wechselseitiger Versuch zum Doktor beider Rechte. Sicherer erhielt ein Reisestipendium und besuchte noch für zwei Semester die Universität Berlin sowie ein Semester die Universität Göttingen. In Berlin hörte Vorlesungen bei Leopold von Ranke und Theodor Mommsen, in Göttingen besuchte er Seminare von Georg Waitz. Nach der zweiten juristischen Staatsprüfung 1865, habilitierte er sich mit der Habilitationsschrift Über die Gesammtbelehnung in deutschen Fürstenthümern als Privatdozent an der juristischen Fakultät der Münchner Universität. Das Thema seiner Arbeit war gerade aktuell, da ein Streit um die Thronfolge der Herzogtümer Schleswig und Holstein nach dem Deutsch-Dänischen Krieg 1864 entbrannt war.
Im Juni 1868 erhielt er eine außerordentliche Professur und 1871, nachdem er einen Ruf an die eidgenössische Universität Zürich abgelehnt hatte, eine ordentliche Professur für deutsche Rechts- und Staatsgeschichte. Für die Encyklopädie der Rechtswissenschaft von Franz von Holtzendorff verfasste er eine Bearbeitung des Wechselrechts. Von 1859 bis 1872 bearbeitete Sicherer einen ausführlichen Kommentar zum Reichsgesetz über die privatrechtliche Stellung der Erwerbs- und Wirtschaftsgenossenschaften. Noch vor der Vollendung dieses Werkes begann er mit den Vorarbeiten zu seinem Hauptwerk Staat und Kirche in Bayern vom Regierungs-Antritt des Kurfürsten Maximilian Joseph IV. bis zur Erklärung von Tegernsee 1799–1821, das 1874 erstmals erschien. Es enthielt einen umfangreichen Anhang von Urkunden und Quellen und gilt noch heute als Standardwerk. Bei den kirchenpolitischen Auseinandersetzungen der 1870er Jahre während des Kulturkampfes spielte es eine große Rolle, Angriffe gegen Sicherer von Seiten des politischen Katholizismus blieben nicht aus. Eine Ergänzung zu dem Werk war seine Veröffentlichung Über Ehe und Ehegerichtsbarkeit in Bayern von 1875, in der er erneut zahlreiche amtliche Akten auswerten konnte.
1879 erhielt er das Angebot als Geheimer Regierungsrat in das Reichsjustizamt zu wechseln, das er aber ablehnte, da er nicht auf die akademische Tätigkeit verzichten wollte. Von 1881 bis zu seinem Tod war Sicherer Mitglied des Verwaltungsausschusses der Münchner Universität. Der Tod seiner Mutter 1883, mit der er in häuslicher Gemeinschaft lebte, erschütterte ihn tief. Ein Jahr später heiratete er in Seefeld Hermine Freiin von Erskine, die Tochter des Freiherren James Stuart von Erskine und der Gräfin Wilhelmine von Toerring-Minucci. Die Ehe blieb kinderlos. Sie bezogen ein Haus in der Münchner Königinstraße gegenüber dem Englischen Garten. Durch seine Frau kam er mit Kreisen des bayerischen Hochadels in gesellschaftliche Verbindung. Die Herkunft seiner Gattin aus einer alten Adelsfamilie veranlasste ihn, ein rechtsgeschichtliches Gutachten über das Haus der Grafen von Toerring und der Standesherrschaft Gutenzell zu verfassen, das 1886 erschien.
Von 1888 bis 1889 wurde er zum Rektor der Münchner Universität ernannt. In seiner Rektoratsrede 1888 sprach Sicherer Über das Rechtsstudium in Deutschland sonst und jetzt. Sie wurde noch im gleichen Jahr veröffentlicht. Für seine Verdienste erhielt er 1896 den Titel und Rang eines Geheimen Rates. Seit 1898 gehörte er als Ordentliches Mitglied der historischen Klasse der königlich bayerischen Akademie der Wissenschaften an. Im Dezember 1899 hielt er vor der Akademie einen vielbeachteten Vortrag über Ercole Consalvi und den Abschluss des Französischen Konkordats von 1801.
In seiner Freizeit ging Sicherer oft Wandern und Bergsteigen in den bayerischen und österreichischen Alpen. Mit dem Freiburger Kirchenhistoriker Franz Xaver Kraus war er eng befreundet, beide führten einen regen Briefwechsel. Im Frühjahr 1901 erkrankte Sicherer an einem schweren Herzleiden. Seine Vorlesungen musste er unterbrechen, führte aber die Geschäfte der Finanzverwaltung der Universität zunächst weiter. Hermann von Sicherer starb am 21. September 1901, im Alter von 62 Jahren, in Schönau am Königssee. Er wurde auf dem Alten Südfriedhof in München in der Familiengruft unter den Arkaden bestattet.

### Ehrungen und Mitgliedschaften
Hermann von Sicherer erhielt im Laufe der Zeit zahlreiche Auszeichnungen. Er war Inhaber des königlich bayerischen Verdienstordens vom heiligen Michael II. Klasse, Ritter des Verdienstordens der bayerischen Krone, Ritter des königlich preußischen Roten Adlerordens II. Klasse, Kommandeur II. Klasse des großherzoglich badischen Ordens Berthold des Ersten, Kommandeur des königlich griechischen Erlöser-Ordens und des großherzoglich luxemburgischen Ordens der Eichenkrone.
Sicherer war stellvertretender Vorsitzender des Kuratoriums der Bluntschli-Stiftung, auswärtiges Mitglied der Gesellschaft für Kirchenrechtswissenschaften in Göttingen, korrespondierendes Mitglied der Société d’histoire diplomatique in Paris sowie Mitglied des Zentralkomitees des internationalen Geschichtskongresses.
Ihm zu Ehren wurde in München-Sendling die Hermann-von-Sicherer-Straße benannt.

## Veröffentlichungen (Auswahl)
- Legitimation des Wechselinhabers durch ein dem Protest vorausgegangenes Blankogiro. Ein wechselseitiger Versuch. (Dissertationsschrift), München 1862. (Digitalisat.)
- Über die Gesammtbelehnung in deutschen Fürstenthümern. (Habilitationsschrift), München 1865. (Digitalisat.)
- Die Genossenschaftsgesetzgebung in Deutschland. Kommentar zu dem Reichsgesetze über die privatrechtliche Stellung der Erwerbs-und Wirthschaftsgenossenschaften unter Berücksichtigung des bayerischen Genossenschaftsgesetzes. Erlangen 1872. (Digitalisat.)
- Staat und Kirche in Bayern. Vom Regierungs-Antritt des Kurfürsten Maximilian Joseph IV. bis zur Erklärung von Tegernsee 1799–1821. München 1874. (Digitalisat.)
- Über Eherecht und Ehegerichtsbarkeit in Bayern. Unter Benützung amtlicher Actenstücke. München 1875. (Digitalisat.)
- Deutsches Privatrecht. München 1878.
- Personenstand und Eheschließung in Deutschland. Erläuterung des Reichsgesetzes vom 6. Februar 1875 über die Beurkundung des Personenstandes und der Eheschließung. Erlangen 1879.
- Das bayerisch-griechische Anlehen aus den Jahren 1835, 1836, 1837. Ein Rechtsgutachten. München 1880.
- Das Haus der Grafen von Törring und die Standesherrschaft Gutenzell. Ein Rechtsgutachten. München 1886.
- Secundogenitur und Primogenitur. München 1887.
- Ueber das Rechtsstudium in Deutschland sonst und jetzt. Rede beim Antritt des Rektorats der Ludwig-Maximilians-Universität gehalten am 1. Dezember 1888. München 1888.
- Die reichsständische Eigenschaft des Hauses Fugger. Ein Rechtsgutachten. München 1896.